# São Sepé
São Sepé is een gemeente in de Braziliaanse deelstaat Rio Grande do Sul. De gemeente telt 24.353 inwoners (schatting 2009).

## Aangrenzende gemeenten
De gemeente grenst aan Caçapava do Sul, Cachoeira do Sul, Formigueiro, Lavras do Sul, Restinga Sêca, Santa Maria São Gabriel en Vila Nova do Sul.